# Temple Fujii de Fujiidera
El Temple Fujii (葛井寺, Fujii-dera) és un temple budista localitzat a la ciutat de Fujiidera, a la prefectura d'Osaka, Japó. El temple pertany al budisme Shingon i conté una imatge de la Kannon dels mil braços com a tresor principal. És el cinqué temple del Pelegrinatge de Saigoku.
El temple fou creat l'any 725 per ordre de l'Emperador Shōmu i consagrat pel reverend Gyōki. Des d'aleshores, va esdevenir part del sistema provincial de temples budistes o Kokubunji, fundats per l'administració imperial amb el propòsit d'atraure oracions i altres serveis religiosos pel bé la nació i la família imperial. Les troballes arqueològiques dutes a terme dins dels límits del temple han permés datar la fundació del temple al segle VIIIé i la connexió d'aquest amb la família Fujii, descendents de la casa reial de Paekche, a l'actual Corea, que van emigrar al Japó.
El temple va romandre sota la protecció imperial durant segles. Tant el Princep Abo l'any 806 com Ariwara no Narihira van dur a terme renovacions al temple. Entre els patrons del temple estigué el polític del període Heian Sugawara no Michizane. L'any 1096 es van restaurar alguns edificis. Es diu que els Emperadors Go-Daigo i Go-Murakami eren molt devots de la imatge principal del temple. L'any 1510 el temple fou destruït per un terratrèmol, però fou reconstruït per Toyotomi Hideyori l'any 1602. Les quatre portes actuals del temple són d'aquesta època. L'actual Hondō o Saló Principal fou completat l'any 1776.

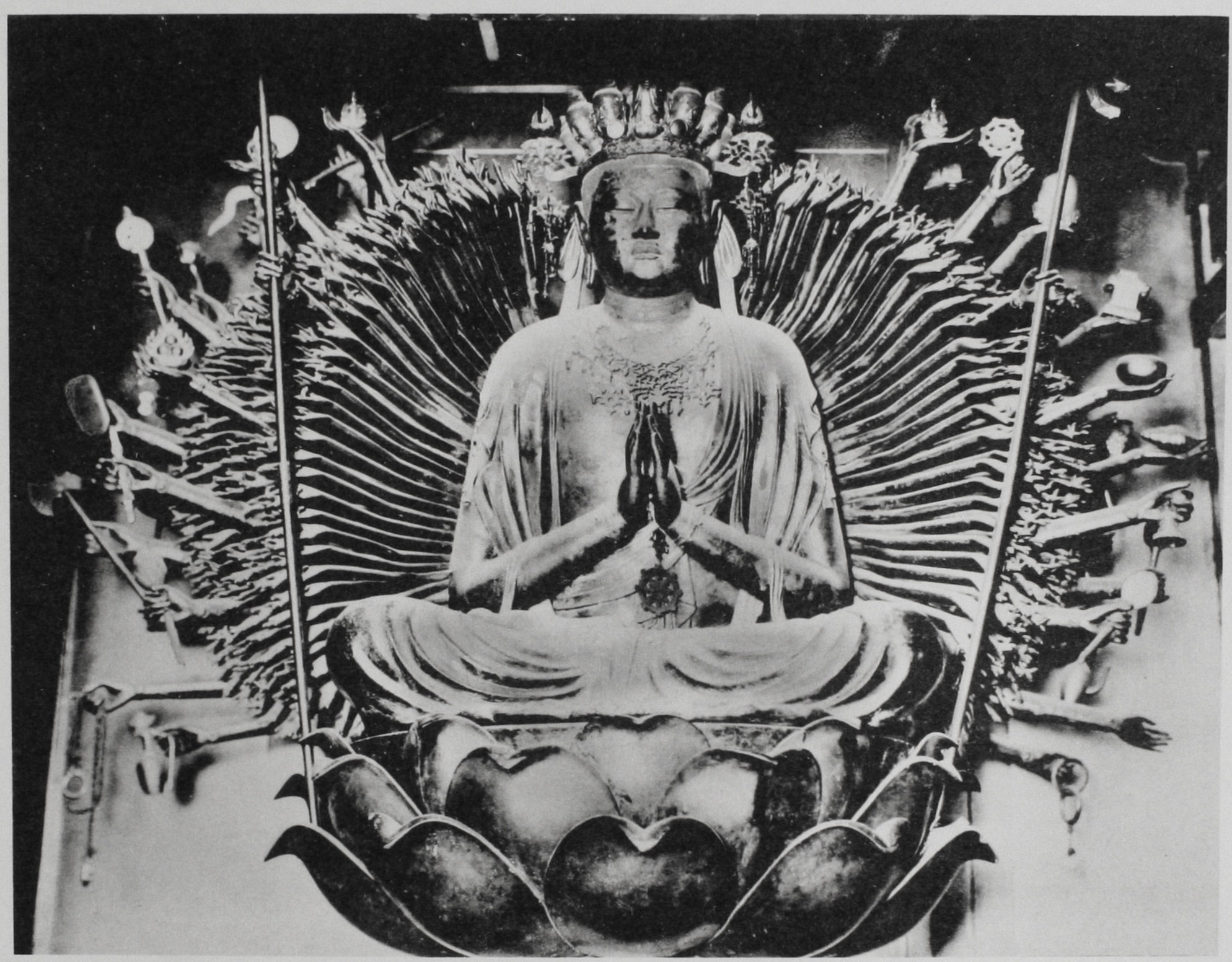
La imatge del temple

La imatge religiosa principal del temple és una escultura sedent de la Kannon de mil braços i onze rostres, produïda en una tècnica de laca seca i designada com a Tresor Nacional del Japó. La figura té un total de 1041 braços amb dos braços principals amb les palmes de les mans juntes en posició d'oració i altres 38 braços grans i 1001 braços menuts que s'estenen darrere del cos.